# Марко Ельснер
Марко Ельснер (словен. Marko Elsner, 11 квітня 1960, Марибор, — 18 травня 2020, Любляна) — югославський, а згодом словенський, футболіст, що грав на позиції захисника.
Виступав, зокрема, за «Црвену Звезду» і «Ніццу», а також національні збірні СФРЮ і Словенії.

## Клубна кар'єра
У дорослому футболі дебютував 1980 року виступами за команду клубу «Олімпія» (Любляна), в якій провів три сезони, взявши участь у 64 матчах чемпіонату. 
Своєю грою за цю команду привернув увагу представників тренерського штабу одного з лідерів югославського футболу, клубу «Црвена Звезда», до складу якого приєднався 1983 року. Відіграв за белградську команду наступні чотири сезони своєї ігрової кар'єри. Більшість часу, проведеного у складі «Црвени Звезди», був основним гравцем захисту команди. За цей час виборов титул чемпіона Югославії, ставав володарем Кубка Югославії.
1987 року переїхав до Франції, уклавши контракт з клубом «Ніцца», у складі якого провів наступні три роки своєї кар'єри гравця.  Граючи у складі «Ніцци» також здебільшого виходив на поле в основному складі команди.
Протягом 1990—1991 років грав в Австрії, де захищав кольори команди клубу «Адміра-Ваккер», після чого повернувся до «Ніцци», за яку провів ще 2 сезони, після чого завершив професійну кар'єру футболіста у 1993 році.

## Виступи за збірні
1984 року дебютував в офіційних матчах у складі національної збірної СФРЮ. У складі цієї збірної був учасником чемпіонату Європи 1984 року у Франції. Того ж року став бронзовим олімпійським призером на Олімпійських іграх в Лос-Анджелесі. Протягом кар'єри у національній команді, яка тривала 5 років, провів у формі головної команди країни 14 матчів. 
На початку 1990-х вже досвідчений на той час захисник встиг також провести дві гри за нещодавно створену збірну Словенії.

## Титули і досягнення
- Чемпіон Югославії (1):

«Црвена Звезда»:  1983–84
- Володар Кубка Югославії (1):

«Црвена Звезда»:  1984–85
- Бронзовий олімпійський призер (1):

1984